# Eniwa
Eniwa (jap. 恵庭市, Eniwa-shi) – miasto w Japonii, w prefekturze Hokkaido, w podprefekturze Ishikari. Miasto ma powierzchnię 294,65 km². W 2020 r. mieszkało w nim 70 331 osób, w 30 172 gospodarstwach domowych  (w 2010 r. 69 384 osoby, w 27 546 gospodarstwach domowych) .
Eniwa pełni funkcję miasta-sypialni dla Sapporo.
1 listopada 1970 Eniwa-chō zostało przemianowane na Eniwa-shi.

## Miasta partnerskie
- Timaru, Nowa Zelandia.